# Ludwig Klemm
Ludwig Klemm (* 9. August 1917 in Odessa; † 6. Mai 1979 in Limburg) war SS-Unterscharführer und im Zweiten Weltkrieg stellvertretender Kommandant des Ghettos Izbica.

## Leben
Vor 1939 soll Ludwig Klemm, ein Volksdeutscher, als polnischer Offizier im 3. Artillerieregiment in der Kaserne von Zamosc gedient haben. Gemeinsam mit seinem Vorgesetzten SS-Hauptscharführer Kurt Engels führte er die Gestapo-Außenstelle Izbica der Gestapostelle Zamosc. Beide ermordeten im Ghetto Juden jeden Alters.
Nach Kriegsende tauchte Klemm unter und nahm den Namen Ludwig Jantz an (* 9. August 1913 in Freystadt/Westpreußen). 1945 war er in Thüringen, später lebte er in Düsseldorf und zuletzt in Allendorf. Dort wurde er am 17. Januar 1979 verhaftet. Am frühen Morgen des 6. Mai 1979 nahm er sich im Untersuchungsgefängnis Limburg das Leben. Der Prozess vor der Ersten Großen Strafkammer des Landgerichts Limburg konnte somit nicht mehr stattfinden.